# Charles-Hubert Gervais

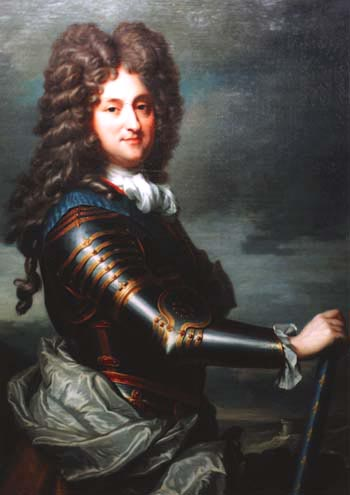
De Régent, Filips van Orléans

Charles-Hubert Gervais (Parijs, 16 februari 1671 – aldaar, 15 januari 1744) was een Franse componist, Ordinaire de la musique (d.i. een musicus in gewone dienst) van de hertog van Chartres en toen deze hertog van Orléans en Régent werd, surintendant van zijn muziek. 
Hoewel Gervais het gehele eerste deel van zijn muzikale loopbaan vertoefde in de kring van Italiaans georiënteerde musici, bleef hij aanvankelijk trouw aan de stijl en traditie van Lully, die hij onder andere tot uitdrukking bracht in zijn opera Méduse (1697). Hoogstwaarschijnlijk werkte Gervais in 1705 met Charpentier en de Régent samen bij de compositie en uitvoering van de opera Penthée in het Palais Royal, het paleis van de hertog.
Het was met de opera Hypermestre (1716) dat hij erin slaagde de Franse en Italiaanse stijl te verenigen. Gedurende het begin van de jaren twintig van de 18e eeuw wijdde Gervais zich voornamelijk aan cantates voor één stem, die ondanks de titel Cantates françaises, geïnspireerd waren door de Italiaanse stijl. Gervais' laatste dramatisch werk was een ballet in weer traditionelere stijl, Les Amours de Protée (1720).
In november 1722, toen het hof weer naar Versailles ging, benoemde de Régent hem tot sous-maître van de Chapelle royale ter vervanging van Delalande voor het eerste kwartaal. In die functie zou hij vijfenveertig grands motets componeren, in een vereenvoudigde vorm van de stijl van Delalande.
Gervais schreef ook een Méthode pour l'accompagnement du clavecin qui peut servir à la composition et apprendre à bien chiffrer les basses (Methode voor de begeleiding door het klavecimbel die ook dienst kan doen bij het componeren en om te leren goed de bassen te becijferen.